# Potatau Te Wherowhero
Potatau Ier, né en 1775 et mort en 1860, était un guerrier, chef de la tribu maorie Waikato et premier roi maori. Il est connu dans sa jeunesse sous le nom Te Wherowhero, mais prend pour lui-même le nom Potatau.

## Biographie

### Généalogie
Potatau est le fils de Te Rauangaanga (Ngati Mahuta) qui vient de devenir chef de guerre principal des tribus Waikato. Sa mère, Te Parengaope, est elle-même chef du peuple Ngati Koura. 

### Conflits notables
Potatau participe aux conflits contre les Ngati Toa commandés par Te Rauparaha, un chef de guerre renommé. En 1821, Te Wherowhero emmena une troupe de 3 000 hommes contre les Ngati Toa : cette armée réussit à s'emparer de plusieurs fortifications défensives adverses. Il subit aussi plusieurs revers ; son père est obligé de lui sauver la vie après que les Ngati Toa l'aient pris. Cependant, ses efforts continuels contre la tribu rivale affaiblissaient les Ngati Toa, jusqu'à ce qu'ils se retirent de la région et commencent leur migration vers Taranaki. Potatau conclut la paix avec les Ngati Toa en 1834. 
À cette époque, les missionnaires britanniques commencent à arriver en Nouvelle-Zélande. Bien que Te Wherowhero refuse de signer le traité de Waitangi et ne cède pas la souveraineté de son peuple aux Britanniques, il ne s'oppose d'abord pas à l'arrivée des colons britanniques, et le gouverneur colonial George Grey le consulte souvent sur des affaires touchant les Maoris. Plus tard, quand les Britanniques s'emparent des meilleures terres du Waikato, Potatau devient moins tolérant et proteste contre les actions des Britanniques.

### Intronisation
Dans les années 1850, le King Movement parmi les Maoris conduit à la désignation de Te Wherowhero comme roi des Maoris. Il est intronisé à Pukawa en avril 1857.  
L'arrivée de nombreux colons britanniques sur les terres des Maoris entraînent des conflits après la mort de Potatau Ier en 1860.